# Greenwich, Ohio
Greenwich är en ort i Huron County i delstaten Ohio, USA.